# آدم لينغ
آدم لينغ (بالإنجليزية: Adam Ling)‏ هو مجدف نيوزلندي، ولد في 9 سبتمبر 1991.

## وصلات خارجية
- آدم لينغ على موقع الاتحاد الدولي للتجديف (الإنجليزية)